# Bitwa o Gawrzyłową
Bitwa o Gawrzyłową – starcie zbrojne w wyniku operacji lwowsko-sandomierskiej mające miejsce w dniu 24 sierpnia 1944 między oddziałami 544. Dywizji Grenadierów armii niemieckiej a wojskami 99. Dywizji Strzeleckiej Armii Czerwonej, skutkujące zdobyciem terenów leżących na południe od Dębicy przez czerwonoarmistów i zakończeniem w niej władzy reżimu III Rzeszy.

## Przebieg działań bojowych
Podczas gdy dzień wcześniej wojska radzieckie zajęły Dębicę, następnego dnia 24 sierpnia wojska radzieckie musiały zabezpieczyć wzgórza leżące parę kilometrów na południe od Dębicy, gdyż stąd był prowadzony przez wojska niemieckie ostrzał artyleryjski na miasto i okolice.
Ofensywę wojska radzieckie rozpoczęły w godzinach rannych, skierowano wówczas 197. pułk strzelecki do ataku przez Budzisz na Gawrzyłową, natomiast 1. pułk strzelecki miał zaatakować przez Nagawczynę, lasy na południu Gawrzyłowej, przy wsparciu 206. pułku strzeleckiego. Przed południem wszystkie wcześniej wspomniane jednostki przedostały się do rzeki przecinającej Gawrzyłową. Po przejściu przez wspomnianą rzekę, rozpoczęły się ciężkie starcia, jednostki niemieckie były mocno okopane.
Przy wsparciu samolotów Ił-2, jednemu z oddziałów radzieckich udało się przedostać, tworząc wnękę w niemieckiej linii obrony, która zmusiła niemieckie jednostki do wycofania się w kierunku Wolicy, gdzie po jeszcze kilku godzinach walk, niemieckie jednostki ostatecznie około 21.00, wycofały się na wzgórza za rzeką Ostra w Latoszynie.